# 田口和奈
田口 和奈（たぐち かずな、1979年 - ）は、ウィーンを拠点に活動する日本のアーティスト。

## 概要
東京都に生まれる。東京藝術大学美術学部絵画科油画専攻を卒業し、2005年東京藝術大学大学院美術研究科修士課程修了、2008年に同大学院美術研究科美術専攻油画研究領域修了。
2010年には五島記念文化賞美術新人賞を受賞。
2013年より文化庁新進芸術家海外留学制度にてウィーンへ。以後オーストリア、ウィーンを拠点に制作を続ける。
2024年に着想した展覧会「崇高さに関する抽象的な覚書 広島市現代美術館（広島）」が広島市現代美術館（広島）にて開催。

## 作品について
- “絵画を写真にする”という制作方法で、視覚のイニシアティブを問う作品を提示している[3]。
- 作品は複雑なプロセスの積み重ねから創られる。ファッション雑誌やネットに氾濫する様々なイメージの収集から始まり、それらをバラバラに解体してモンタージュし、それを絵画にする。緻密な筆致で描かれた絵画は写真に撮られ、新たなメディアを介して作品になる[5]。

## 主な個展

### 2003年
｢ロストブロマイド—西村智弘企画vol.11現在性の美術｣GALLERY MAKI（東京）

### 2006年
｢その中にある写真」TARO NASU Gallery(東京)
｢不在の肖像」広島市現代美術館ミュージアムスタジオ（広島）

### 2009年
｢そのものがそれそのものとして｣SHUGOARTS（東京）
｢半分グレーでできている｣void＋（東京）

### 2019年
｢エウリュディケーの眼"｣void+（東京）

### 2022年
Le Forum｢A Quiet Sun｣田口和奈展“A Quiet Sun“ by Kazuna Taguchi

## 主なグループ展

### 2003年
｢栞展｣藍画廊（東京）

### 2006年
｢Rapt! 20 contemporary artists from Japan（国際交流基金主催）」
Center for Contemporary Photography（メルボルン他オーストラリア複数会場）
「Taipei Biennial: Dirty Yoga」台北市立美術館（台北）

### 2007年
｢ポートレートセッション」広島市現代美術館（広島）
｢VOCA展2007」上野の森美術館（東京）

### 2008年
｢Biennale Cuvee」OK Center for Contemporary Art（リンツ）
｢トレース・エレメンツ―日豪の写真メディアにおける精神と記憶｣東京オペラシティーアートギャラリー（東京）
Performance Space（シドニー）

### 2011年
｢ヨコハマトリエンナーレ2011：OUR MAGIC HOUR｣横浜美術館（神奈川）

### 2012年
｢日本の新進作家vol.11：この世界とわたしのどこか｣ 東京都写真美術館（東京）

### 2019年
｢イメージを読む 写真の時間｣東京都写真美術館（東京）

### 2022年
｢光のメディア｣東京都写真美術館（東京）

## 出版物
- ｢Eurydice（エウリュディケー）｣2019年4月30日発行[6]　林道郎氏による執筆